# Társas játék
A Társas játék az HBO 2011-es magyar televíziós sorozata, amely az izraeli When Shall We Kiss? formátumán alapul. A Született lúzer után az HBO Magyarország második saját gyártású, és az első folytatásos saját gyártású sorozata. A Társas játék vezető rendezője Herendi Gábor, főszereplői Martinovics Dorina, Simon Kornél, Balsai Móni, Thuróczy Szabolcs, Pokorny Lia és Gazsó György. A 2011-es első évad sikere után 2013-ra készült el a már eredeti, nem feldolgozás második évad.
Az első évad tizenhárom része 2011. október 23. és 2012. január 8. között került adásba, míg a második évad 2013. október 6-án kezdődött és december 22-én ért véget.

## Történet
A sorozat a hat főszereplő sorsát követi nyomon, különös tekintettel magán- és szerelmi életükre, amelyek gyakran összetalálkoznak.

### Első évad
Léna (Martinovics Dorina) és Dávid (Simon Kornél) egymásba szeretnek, ám Dávid korábbi barátnője, Timi (Réti Adrienn) bejelenti, hogy terhes. Hogy el tudja tartani a születendő gyermeket, Dávid jobban fizető állást vállal, így Léna munkatársa lesz Iván (Thuróczy Szabolcs) cégénél, aki Léna szeretője. Léna, hogy ne kelljen Dávid közelében lennie, akivel sokat veszekednek, elkezdi keresni ismeretlen apját (Rudolf Péter), ám a megtalált apában csalódnia kell. Eközben találkozik Paullal (Gálffi László), aki magával vinné külföldre a lányt. Timi felajánlja Dávidnak, hogy elvetethetik a babát, de elvetél, és Dávid is szakít vele. Léna szándékosan lekési gépét, és segít anyjának (Básti Juli) felkészülni egy reklámszerepre, amely után a nő meghal. Dávid és Léna, miután a fiú megbizonyosodott arról, hogy a lány már nem Iván szeretője, egymásra talál.
Gabi (Pokorny Lia) nagy orra miatt sikertelen a férfiaknál, ezért az interneten keres alkalmi kapcsolatot magának, akit meg is talál Léna főnöke, a nős Iván személyében. Iván felesége, Judit (Balsai Móni) – aki Gabi közeli barátnője – rájön, hogy férje csalja, és kapcsolatot kezd a leszbikus masszőr Dorkával (Tornyi Ildikó). Gabi, hogy ne csak sötét hotelszobában merjen találkozni Ivánnal, plasztikai műtétre szánja rá magát, ám az altatás miatt kómába kerül, így a műtét meghiúsul. Míg kómában fekszik, főnöke, Antal (Gazsó György), aki szerelmes belé, vigyáz telefonjára, és válaszol Gabi nevében Iván üzeneteire, majd egy félreértés miatt eljátssza Gabi udvarlójának szerepét annak családja előtt. Gabi húga, Laura (Kovács Patrícia) sikertenül próbálja elcsábítani Antalt. Gabi, amikor felébred, rájön, hogy szeretője Iván, és hogy Antal szereti őt, ő pedig viszont szereti. Juditnak egyre terhesebb kapcsolata Dorkával, így szakítanak, de férjét is elzavarja otthonról, és új kapcsolatot keres.

### Második évad
Léna és Dávid boldog kapcsolatban élnek, és saját reklámcéget alapítanak. Mikor Dávid elviszi Lénát biciklizni, a lány gerincsérülést szenved, és kórházba kerül. Miközben Dávidot okolja a történtekért, beleszeret kezelőorvosa (Fekete Ernő) öccsébe, Milánba (Szabó Kimmel Tamás), aki betegnek adja ki magát. Mikor Dávid lebuktatja Milánt, Léna mindkettejükre megharagszik. Mikor újra elkezd nyitni a két férfi felé, rájön, hogy titkárnőjük, Petra (Döbrösi Laura) beleszeretett Dávidba, így Milán felé sodródik, akit kitartója (Udvaros Dorottya) el is zavar. Amikor Petra bevallja érzéseit Dávidnak, ő visszautasítja; miközben a férfi Léna családjának becsületét próbálja megmenteni, hogy így nyerje vissza korábbi barátnőjét – sikeresen. Mikor Milánnak külföldre kell menekülnie Lénát is vinné magával, de ő Budapest és Dávid mellett dönt.
Gabi, aki terhes lett Ivántól, unja életét Antallal, és megpróbálja újrakezdeni kalandjait Ivánnal, de Laura (Petrik Andrea) ténykedése miatt ez nem válik valóra. Azonban amikor Gabi és Antal esküvőjén feltűnik Iván, Antal az oltárnál hagyja Gabit, és Judit, akit Gabi próbált elkerülni, ekkor eszmél rá barátnője és volt férje kapcsolatára. Ekkorra Judit beleszeret Léna orvosába, aki egyik barátnője, Flóra (Parti Nóra) férje. Judittal össze is költöznek, ám Judit és Iván gyerekei rosszul fogadják az új apukát. Flóra, hogy Ivánnal szövetkezve szétválassza barátnőjét és férjét, saját gyermekeit is Juditra bízza, akiknek azt a feladatot adja, hogy viselkedjenek rosszul. Végül Flóra és Iván – aki korábban impotenciával küzdött – egymásba szeretnek, és Flóra felhagy a háborúskodással. Most Gabi kéri meg Antal kezét, de az esküvő másodszor is meghiúsul, mert beindul a szülés, így harmadjára esküsznek össze.

## Szereplők
| Szerep               | Első évad          | Második évad       |
| -------------------- | ------------------ | ------------------ |
|                      |                    |                    |
| Állandó szereplők    |                    |                    |
| Havas Léna           | Martinovics Dorina | Martinovics Dorina |
| Rényi Dávid          | Simon Kornél       | Simon Kornél       |
| Béres Judit          | Balsai Móni        | Balsai Móni        |
| Béres Iván           | Thuróczy Szabolcs  | Thuróczy Szabolcs  |
| Lővey Gabriella      | Pokorny Lia        | Pokorny Lia        |
| Hegedűs Antal        | Gazsó György       | Gazsó György       |
| Visszatérő szereplők |                    |                    |
| Havas Rita           | Básti Juli         | Básti Juli         |
| Paul Ferenczy        | Gálffi László      | N/A                |
| Varga Tímea          | Réti Adrienn       | N/A                |
| Dorka                | Tornyi Ildikó      | Tornyi Ildikó      |
| Lővey Laura          | Kovács Patrícia    | Petrik Andrea      |
| Vadas Ferenc         | Rudolf Péter       |                    |
| Professzor           | N/A                | Fekete Ernő        |
| Dobó Flóra           | N/A                | Parti Nóra         |
| Lívia                | N/A                | Udvaros Dorottya   |
| Milán                | N/A                | Szabó Kimmel Tamás |
| Peti                 | Sándor Péter       | Sándor Péter       |
| Petra                | N/A                | Döbrösi Laura      |
| Viola                | N/A                | Varga Anikó        |
| Epizódszereplők      |                    |                    |
| Horváthné            | Málnai Zsuzsa      | N/A                |

## Gyártás
Az HBO Central Europe 2010 májusában állapodott meg az Armoza Formats céggel, hogy saját területein adaptációkat készíthet Dalit Kahan When Shall We Kiss? című izraeli sorozatából – korábban az HBO egy másik izraeli sorozatformátumot is vett, a Be Tipult. 2011 tavaszán bejelentették, hogy a Be Tipul magyar változata előtt készül el a When Shall We Kiss? magyar remake-je, amely a 2007–2009-es Született lúzer után az HBO Magyarország második fikciós sorozata, az első teljesen HBO-felügyelte magyar produkció és az első folytatásos saját gyártású műsora. Ekkorra már elkészült a Be Tipul román változata, a magyar HBO viszont elsősorban dokumentumfilmek gyártásával foglalkozott, a válság sújtotta magyar televíziós piacon pedig a valóságshow-k, gameshow-k és szappanoperák uralkodtak. A forgatókönyv írását Kahan történetének alapján Divinyi Réka vezette, aki treatmenteket írt, amelyek alapján Bodzsár Márk, Czető Bernát László és Szekér András írtak párbeszédváltozatokat, majd Divinyi állította össze a végső változatot. A forgatás 2011. március 16-án kezdődött, a tizenhárom epizódból hetet Herendi Gábor, hatot Fonyó Gergely vezényelt le, de logisztikai okokból egymás részeihez is forgattak jeleneteket. Balsai és Tornyi ágyjeleneteihez dublőröket használtak. A sorozat Budapesten és környékén forgott, és részt vett benne a Pioneer Pictures produkciós cég.
2012 őszére elkészítették a Be Tipul magyar változatának első évadját Terápia címmel. A Társas játék második – immáron eredeti, Kahannak csak a karaktereit alapul vevő – évadja írásának már 2011 augusztusában nekiállt Krigler Gábor treatmentjei alapján egy új írógárda, amelynek Bodzsár Márk is tagja volt, de három hónapnyi munka után leálltak, és újraszervezték az írócsoportot. Az évadot végül Vészits Andrea, Jeli Viktória és Baráthy György írták másfél évig, Vészits vezetésével. Hivatalosan 2013. május 7-én, sajtótájékoztatón jelentették be a folytatást, amelynek másnapján a forgatás is elkezdődött. A forgatás az előző évadhoz képest kétszer annyi helyszínen zajlott, hatvannégy forgatási napon. A rendezői székben ezúttal Herendi Gábor mellett Fazakas Péter ült. Lővey Laura szerepében terhessége miatt Kovács Patríciát Petrik Andrea váltotta.

## Sugárzás
Az első évad első két epizódját – az október 14-i, RaM Colosseum-beli díszbemutató után – 2011. október 23-án, vasárnap, a magyar HBO kódolatlan hétvégéjén – amikor nem csak az előfizetők foghatják az adót – mutatták be, majd a további tizenegy rész 2012. január 8-ig, szintén vasárnaponként került adásba. Emellett az első öt rész – regisztrációhoz kötve – ingyen is megtekinthető volt az HBO GO szolgáltatáson 2011 decemberének végéig (a teljes évad csak az előfizetőknek volt megtekinthető, amely akkor még csak a Tarr Kft.-nél és a Vidanetnél volt elérhető). A sorozatot az HBO is több ízben ismételte, és az HBO GO-n is elérhető maradt.
A második évad indulása előtt 2013. szeptember 28–29-én Társas játék-maraton keretében az HBO ismételten leadta az első évadot. Az október 3-án a RaM Colosseumban tartott díszbemutatón a stábtagokon és a sajtón túl megjelent Oroszlán Szonja, Osvárt Andrea, Szabó Győző, Till Attila, Kamarás Iván, Liptai Claudia, D. Tóth Kriszta, Palvin Barbara, Bereczki Zoltán és Frei Tamás is, valamint fellépett a Budapest Bár. Az új évad első két része 2013. október 6-án került adásba, majd a többi ezt követően vasárnaponként december 22-ig. Az első két rész – ezúttal regisztráció nélkül is – ingyen megtekinthető volt az HBO GO-n.

## Epizódok
| Évad | Évad | Részek száma | Részek száma | Eredeti sugárzás  | Eredeti sugárzás   |
| Évad | Évad | Részek száma | Részek száma | Évadbemutató      | Évadzáró           |
| ---- | ---- | ------------ | ------------ | ----------------- | ------------------ |
|      | 1.   | 13           | 13           | 2011. október 23. | 2012. január 8.    |
|      | 2.   | 13           | 13           | 2013. október 6.  | 2013. december 22. |

### 1. évad (2011–2012)
| Sor. | Év. | Rendező       | Író                                                     | Premier            |
| ---- | --- | ------------- | ------------------------------------------------------- | ------------------ |
| 1.   | 1.  | Herendi Gábor | Történet: Dalit Kahan Forgatókönyv: Divinyi Réka        | 2011. október 23.  |
| 2.   | 2.  | Herendi Gábor | Történet: Dalit Kahan Forgatókönyv: Czető Bernát László | 2011. október 23.  |
| 3.   | 3.  | Herendi Gábor | Történet: Dalit Kahan Forgatókönyv: Bodzsár Márk        | 2011. október 30.  |
| 4.   | 4.  | Herendi Gábor | Történet: Dalit Kahan Forgatókönyv: Szekér András       | 2011. november 6.  |
| 5.   | 5.  | Herendi Gábor | Történet: Dalit Kahan Forgatókönyv: Szekér András       | 2011. november 13. |
| 6.   | 6.  | Herendi Gábor | Történet: Dalit Kahan Forgatókönyv: Czető Bernát László | 2011. november 20. |
| 7.   | 7.  | Herendi Gábor | Történet: Dalit Kahan Forgatókönyv: Czető Bernát László | 2011. november 27. |
| 8.   | 8.  | Fonyó Gergely | Történet: Dalit Kahan Forgatókönyv: Szekér András       | 2011. december 4.  |
| 9.   | 9.  | Fonyó Gergely | Történet: Dalit Kahan Forgatókönyv: Bodzsár Márk        | 2011. december 11. |
| 10.  | 10. | Fonyó Gergely | Történet: Dalit Kahan Forgatókönyv: Szekér András       | 2011. december 18. |
| 11.  | 11. | Fonyó Gergely | Történet: Dalit Kahan Forgatókönyv: Szekér András       | 2011. december 25. |
| 12.  | 12. | Fonyó Gergely | Történet: Dalit Kahan Forgatókönyv: Czető Bernát László | 2012. január 1.    |
| 13.  | 13. | Fonyó Gergely | Történet: Dalit Kahan Forgatókönyv: Bodzsár Márk        | 2012. január 8.    |

### 2. évad (2013)
| Sor. | Év. | Rendező                     | Író            | Premier            |
| ---- | --- | --------------------------- | -------------- | ------------------ |
| 14.  | 1.  | Herendi Gábor               | Vészits Andrea | 2013. október 6.   |
| 15.  | 2.  | Herendi Gábor               | Jeli Viktória  | 2013. október 6.   |
| 16.  | 3.  | Herendi Gábor               | Baráthy György | 2013. október 13.  |
| 17.  | 4.  | Herendi Gábor               | Vészits Andrea | 2013. október 20.  |
| 18.  | 5.  | Herendi Gábor               | Jeli Viktória  | 2013. október 27.  |
| 19.  | 6.  | Herendi Gábor               | Baráthy György | 2013. november 3.  |
| 20.  | 7.  | Herendi Gábor               | Vészits Andrea | 2013. november 10. |
| 21.  | 8.  | Herendi Gábor               | Jeli Viktória  | 2013. november 17. |
| 22.  | 9.  | Fazakas Péter               | Baráthy György | 2013. november 24. |
| 23.  | 10. | Fazakas Péter               | Vészits Andrea | 2013. december 1.  |
| 24.  | 11. | Fazakas Péter               | Jeli Viktória  | 2013. december 8.  |
| 25.  | 12. | Fazakas Péter               | Baráthy György | 2013. december 15. |
| 26.  | 13. | Fazakas Péter Herendi Gábor | Vészits Andrea | 2013. december 22. |

## Fogadtatás

### Kritikai fogadtatás
A sorozat első évadja többnyire pozitív kritikákat kapott, amelyek főleg a gyér magyar sorozatfelhozatalhoz viszonyítva kiemelkedő minőségűnek találták. Varga Balázs filmtörténész a Magyar Nemzeti Digitális Archívum és Filmintézet online lapjában, a Filmkultúrában a remake elkészítésével kapcsolatban így fogalmazott: „…hogy a kultúraközi újramegfilmesítésekre is igaz, hogy nem a hasonlóságok, hanem az olykor nüansznyi különbségek a lényegesek. Mindez azonban mit sem érne, ha nem sikerült volna érdekes és szerethető karaktereket teremteni, és egy olyan, kiváló színészgárdát alkalmazni, amelynek többsége filmben-tévében alig kapott eddig komoly szerepet. A szerethető karakter + jó színészválasztás + eleven dialógus + humor kombináció nem mondható ismeretlen vagy új receptnek, csak épp nem olyan könnyű összehozni. A Társas játék esetében egészen komoly találati aránnyal sikerült.”
Az Index televíziós blogja, a comment:com szerint is „…jók a színészek […] Ha ehhez vesszük, hogy ez talán az első olyan sorozat, amiben a főhősök nem úgy beszélnek egymással, mintha egy űrlapot olvasnának fel, és egyetlen reklámot sem vágnak a pofánkba, akkor már egyértelmű az HBO megalkotta a rendszerváltás utáni legjobb magyar sorozatot.” A Kultúrpart kritikájában az első három rész után a sorozatot és főleg a dialógusokat katasztrofálisnak és életidegennek nevezte. A Sorozatjunkie az első három rész után azt írta: „talán még nemzetközi szinten is megállja a helyét”, kiemelte a színházi maníroktól mentes színészi játékot, főleg Simon Kornélét és Balsai Móniét, valamint a fényképezést. Az évad felénél megjelenő kritikájukban megerősítették a korábban említett pozitívumokat, míg negatívumként megemlítették „a fejét néhol felütő modorosság”-ot. Az évad végén azt írták, hogy „többnyire jó, aztán elfogadható” volt, és hogy „egy közepes, néha jó sorozatot is fel tud dobni az, hogy Budapesten játszódik.”
A második évad – amely már teljesen magyar forgatókönyvírók és alkotók munkája volt – kritikái főleg a komorabb hangulatra és a gyengébb történetre hívták fel a figyelmet. Kalmár Csaba, az Origo kritikusa azt írta: „[a] sok hazugság mellett megfigyelhető, hogy csak a libidó mozgatja a karaktereket…” A comment:com kritizálta az orvosi nyelv rossz használatát és Básti Juli karakterének visszahozását, valamint azt írta: „…hogy még nem árt, ha követjük az összeszerelési útmutatókat. Mert hát a forgatókönyvben van néhány bénán felskiccelt karakter, vagy találkozás.” Ezzel szemben azonban leszögezte, hogy a Társas játék „[a]z egyetlen jó magyar sorozat.”

### Díjak és elismerések
A sorozat második évadja a 2013-as Kamera Korrektúra díjkiosztón második helyezést ért el a tévéfilm és -sorozat kategóriában.

## Zene
A sorozat készítésekor különös gondot és nagyobb összeget szántak a részek zenei aláfestésének összeállítására. Az első évad főcímdalát Odett énekelte, míg a második évadé a „Játszanék veled” volt Knoll Gabi és Pásztor Anna előadásában.
A második évad zenéi duplaalbumon is megjelentek a Warner Music Grouphoz tartozó Magneoton gondozásában 2013. október 14-én. Annak leírásában ez szerepel a dalok kiválasztásáról:
A zenéket a film hangulatához igazodva válogatták össze a készítők: a sorozat a mai Budapesten játszódik, és a most harmincas korosztály mindennapjait mutatja be. Adta tehát magát a zenei irányzat: olyan az indie és a mainstream határán mozgó mai magyar előadókra esett a választás, akik felvételei egy ilyen minőségi sorozatban hitelesek tudnak lenni. A dalokat kifejezetten az egyes jelenetekhez választották, így előfordult, hogy 1-1 részlethez 2-3 háttérzenéből végül az a szerzemény maradt, mely szövegében, tempójában, és akár az előadót tekintve is legjobban illeszkedett a cselekményhez.
A kiadvány a MAHASZ válogatás- és mixlemezek slágerlistáján első helyet ért el 2013 novemberében. A második évad filmzenealbumának dalai:
| 1.  | I May Be Your Star         | Karányi feat. Judie Jay    |  |
| 2.  | Tánc                       | Bijou                      |  |
| 3.  | A cipője sárga             | Kafkaz                     |  |
| 4.  | Naiva                      | Pegazusok Nem Léteznek     |  |
| 5.  | Ha én lennék               | Kiscsillag                 |  |
| 6.  | Csőváz                     | Rotfront                   |  |
| 7.  | Set Me Free                | Ektomorf                   |  |
| 8.  | Szuper ez az élet          | Zaják és Társa             |  |
| 9.  | Szex                       | Elefánt                    |  |
| 10. | Ha sírok                   | Kistehén                   |  |
| 11. | Indul az élet              | Budapest Nufolk Revolution |  |
| 12. | Rebirth                    | Manoya                     |  |
| 13. | Egy napra                  | Vad Fruttik                |  |
| 14. | The Last Waltz in Budapest | Boris Kovač                |  |

| 1.  | Ébressz Fel                | Intim Torna Illegál       |  |
| 2.  | Shine                      | Manoya                    |  |
| 3.  | Too Early (magyar verzió)  | Harcsa Veronika           |  |
| 4.  | Szomorú szám               | Egy Másik Zenekar         |  |
| 5.  | Velem mindenki csak szakít | Takáts Eszter             |  |
| 6.  | Dugjál engem el            | K2                        |  |
| 7.  | Egypár                     | 30Y                       |  |
| 8.  | Kövek a vízparton          | Fűzy Gábor                |  |
| 9.  | Más ez a szerelem          | Antal Ilona és Fűzy Gábor |  |
| 10. | Szívrablás                 | Csík Zenekar              |  |
| 11. | Ma este                    | Puszi Együttes            |  |
| 12. | Nincs mese                 | Beck Zoltán               |  |
| 13. | Futás                      | Péterfy Bori & Love Band  |  |
| 14. | Játszanék veled            | Knoll Gabi & Pásztor Anna |  |